# Elskere
Elskere er en dansk kortfilm fra 1988 instrueret af Stefan Henszelman.

## Handling
Denne artikel mangler et handlingsreferat. Hjælp os med at skrive det.